# L'aventura de la banda clapejada

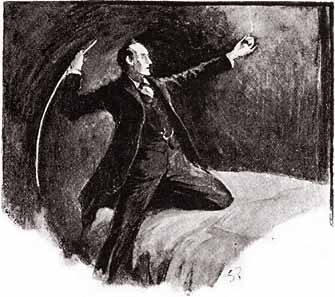
Il·lustració de Sydney Paget

L'aventura de la banda clapejada (anglès: The Adventure of the Speckled Band) és una de les 56 històries breus de Sherlock Holmes escrites per Sir Arthur Conan Doyle, la vuitena història de les dotze de la col·lecció Les aventures de Sherlock Holmes. Va ser publicat originalment a Strand Magazine el febrer de 1892.
"La banda clapejada" és un misteri clàssic de cambra tancada que tracta els temes de la cobdícia, l'herència i la llibertat dels pares. Tenyit d'elements gòtics, és considerat per molts com una de les millors obres de Doyle, i el mateix autor l'anomena la seva millor història. La història, juntament amb la resta del cànon de Sherlock Holmes, s'ha convertit en una part definitòria de la ficció policial. Ha estat adaptat per a televisió, cinema, teatre, ràdio i un videojoc. També forma part de l'exposició al Museu Sherlock Holmes. L'adaptació teatral va ser escrita i produïda pel mateix Doyle, dirigida i protagonitzada per Lyn Harding.com Grimesby Roylott. El paper de Sherlock Holmes va ser interpretat per H. A. Saintsbury. Doyle es va enfrontar amb Harding per diversos detalls del guió, però més tard es va reconciliar amb ell després de l'èxit universal de l'obra.

## Trama
En Sherlock Holmes i el doctor Watson s'aixequen d'hora un matí per conèixer una jove anomenada Helen Stoner que tem que el seu padrastre, el doctor Grimesby Roylott, estigui amenaçant la seva vida. Roylott és un metge que exercia a Calcuta, Índia, i estava casat amb la difunta mare d'Helen quan era vídua que vivia allà. També és l'últim supervivent empobrit del que abans va ser una família aristocràtica anglosaxona rica però violenta, malhumorada i amoral de Surrey, i ja ha complert una condemna a la presó per matar el seu majordom indi amb ràbia.
La germana bessona d'Helen va morir gairebé dos anys abans, poc abans de casar-se. L'Helena havia escoltat les últimes paraules de la seva germana: "La banda clapejada!" però no va poder descodificar el seu significat. La mateixa Helen està ara compromesa. Ha començat a escoltar sorolls estranys i a observar activitats estranyes al voltant de Stoke Moran, la finca empobrida i molt hipotecada on viuen ella i el seu padrastre.
El doctor Roylott també fa una estranya companyia a la finca. És amigable amb una banda de gitanos de la propietat i té un guepard i un babuí com a mascotes. Fa temps que fa canvis a la casa. Abans de la mort de la germana de l'Helen, li van fer modificacions a l'interior de la casa i ara està fent reparar la paret exterior, obligant a Helen a traslladar-se a l'habitació on va morir la seva germana.
Holmes escolta atentament la història d'Helen i accepta assumir el cas. Té previst una visita a la casa pairal més tard durant el dia. Abans que pugui marxar, rep la visita del mateix doctor Roylott, que l'amenaça si interfereix. Impèrrit, Holmes es dirigeix al palau de justícia, on examina el testament de la difunta mare d'Helen, i després cap al camp.
A Stoke Moran, Holmes examina la casa per dins i per fora. Entre les característiques estranyes que descobreix hi ha un llit ancorat al terra, un cordó de campana que no està connectat a cap campana i un forat de ventilació entre l'habitació temporal de l'Helen i la del doctor Roylott.
Holmes i Watson s'organitzen per passar la nit a l'habitació de l'Helen. A la foscor, esperen fins a les tres de la matinada; de sobte, un lleuger soroll metàl·lic i una llum tènue a través del ventilador fan que Holmes actuï. Ràpidament encenent una espelma, descobreix al cordó de la campana la "banda clapejada": una serp verinosa. Colpeja la serp amb el seu fuet de muntar, fent-la tornar a través del ventilador. Agitada, ataca mortalment a Roylott, que havia estat esperant que tornés després de matar a Helen. Holmes identifica la serp com una víbora del pantà de l'Índia i revela a Watson el motiu: el testament de la difunta esposa havia proporcionat uns ingressos anuals de 750 lliures esterlines, dels quals cada filla podia reclamar un terç en casar-se. Així, el Dr. Roylott va conspirar per eliminar les seves dues fillastres abans de casar-se per evitar perdre la major part de la fortuna que controlava. Holmes admet que el seu atac a la serp pot fer-lo indirectament responsable de la desaparició de Roylott, però no preveu que el molesti.

## Inspiració
Richard Lancelyn Green, l'editor de l'edició de butxaca d'Oxford del 2000 de The Adventures of Sherlock Holmes, conjectura que la font de Doyle per a la història sembla haver estat l'article anomenat "Called on by a Boa Constrictor. A West African Adventure" al Cassell's Saturday Journal, publicat el febrer de 1891. A l'article, un capità explica com va ser enviat a un campament remot a [Àfrica occidental] per allotjar-se en una cabana enderrocada que pertanyia a un comerciant portuguès. La primera nit a la cabina, el desperta un soroll que cruixen i veu "una cosa fosca d'aspecte estrany que penja pel ventilador que hi ha a sobre". Resulta ser la més gran [Boa constrictor] ha vist (més probablement una pitó perquè no hi ha boes a Àfrica). Està paralitzat de por quan la serp baixa a l'habitació. Incapaç de demanar ajuda a crits, el capità veu una vella campana que penjava d'una biga que sobresortia sobre una de les finestres. El cordó de la campana s'havia podrit, però per mitjà d'un pal aconsegueix tocar-lo i donar l'alarma.

## Identitat de "La banda de clapejada"
| « | És un víbora de pantà !" va cridar Holmes; "La serp més mortal de l'Índia. Ha mort als deu segons de ser mossegat. | » |

La majoria de la gent considera que la serp és una creació fictícia; tanmateix, la identitat de la serp ha estat un tema de molt debat entre els Sherlockians.
Les característiques clau a tenir en compte en la identificació de la serp són:
- Un verí neurotòxic d'acció ràpida, a diferència del verí hemotòxic comú de la majoria de les serps
- Capacitat per pujar bé
- Aspecte descrit com una "banda groga amb claps marrons", un cap "a la gatzoneta, en forma de diamant" i un coll "inflat"
- Un origen indi[3]

| Serp                                                | Característiques | Considerat en:                                                                                      |
| --------------------------------------------------- | --- | --------------------------------------------------------------------------------------------------- |
| Escurçó puff (Bitis arietans)                       | - verí d'acció lenta - naturalesa letàrgica - aspecte físic diferent de l'escurçó del pantà                                                             | Catàleg de l'exposició de Sherlock Holmes de 1951                                                   |
| Escurçó papallona (Bitis nasicornis)                | - verí d'acció lenta - naturalesa letàrgica - aspecte físic diferent de l'escurçó del pantà                                                             | Catàleg de l'exposició de Sherlock Holmes de 1951                                                   |
| Escurçó de Russel (Vipera Russeli)                  | - verí d'acció lenta - naturalesa letàrgica - Origen indi - cap de forma adequada, però no té clapes                                                    | Catàleg de l'exposició de Sherlock Holmes de 1951                                                   |
| Escurçó a escala de serra (Echis carinatus)         | - verí d'acció lenta - naturalesa letàrgica - Origen indi - cap de forma adequada, té clapes                                                            | Catàleg de l'exposició de Sherlock Holmes de 1951                                                   |
| Escurçó del temple (Tropidolaemus wagleri)          | - verí d'acció lenta - escaladors actius - Origen indi - coloració inadequada                                                                           | Catàleg de l'exposició de Sherlock Holmes de 1951                                                   |
| Krait birmà o Krait tacat (Bungarus mangimaculatus) | - verí (neurotòxic) d'acció ràpida - cap comportament conegut que coincideixi amb les descripcions - coloració inadequada - Origen indi                 | Catàleg de l'exposició de Sherlock Holmes de 1951                                                   |
| Cobra (Naja naja)                                   | - verí d'acció ràpida - conegut per pujar i remuntar - varietats comunes amb taques marrons al cap groc en forma de diamant i coll inflat - Origen indi | Catàleg de l'exposició de Sherlock Holmes de 1951                                                   |
| Skink (Un llangardaix de la família Scincidae)      | especialment criat per Roylott per obtenir un verí d'acció ràpida i el comportament desitjat                                                            | "La veritat sobre la banda motejada", de Lawrence M. Klauber                                        |
| monstre de Gila (Heloderma suspectum)               | especialment criat per Roylott per obtenir un verí d'acció ràpida i el comportament desitjat                                                            | "Llangardaixos saltant: una història irregular i antinatural de la banda tacada", de Warren Randall |
| Boa constrictor o serp d'asfixia                    | moviment característic | "De Vergissing van Sherlock Holmes" (error de Sherlock Holmes)                                      |
| Taipan interior (Oxyuranus microlepidotus)          | - verí d'acció ràpida - conegut per escalar - ventre groc cremós, lliurement tacat, cap en forma de diamant, coll inflat - Origen australià             | "A Fresh Bite at The Speckled Band", de Philip Cornell                                              |

Font: The New Annotated Sherlock Holmes de Leslie S Klinger

## Historial de publicacions
"The Adventure of the Speckled Band" es va publicar per primera vegada al Regne Unit a The Strand Magazine el febrer de 1892, i als Estats Units a l'edició nord-americana de The Strand el març de 1892. La història es va publicar amb nou il·lustracions de Sidney Paget a The Strand Magazine.Va ser inclòs a la col·lecció de contes Les aventures de Sherlock Holmes, que es va publicar l'octubre de 1892.

## Adaptacions

### Teatre

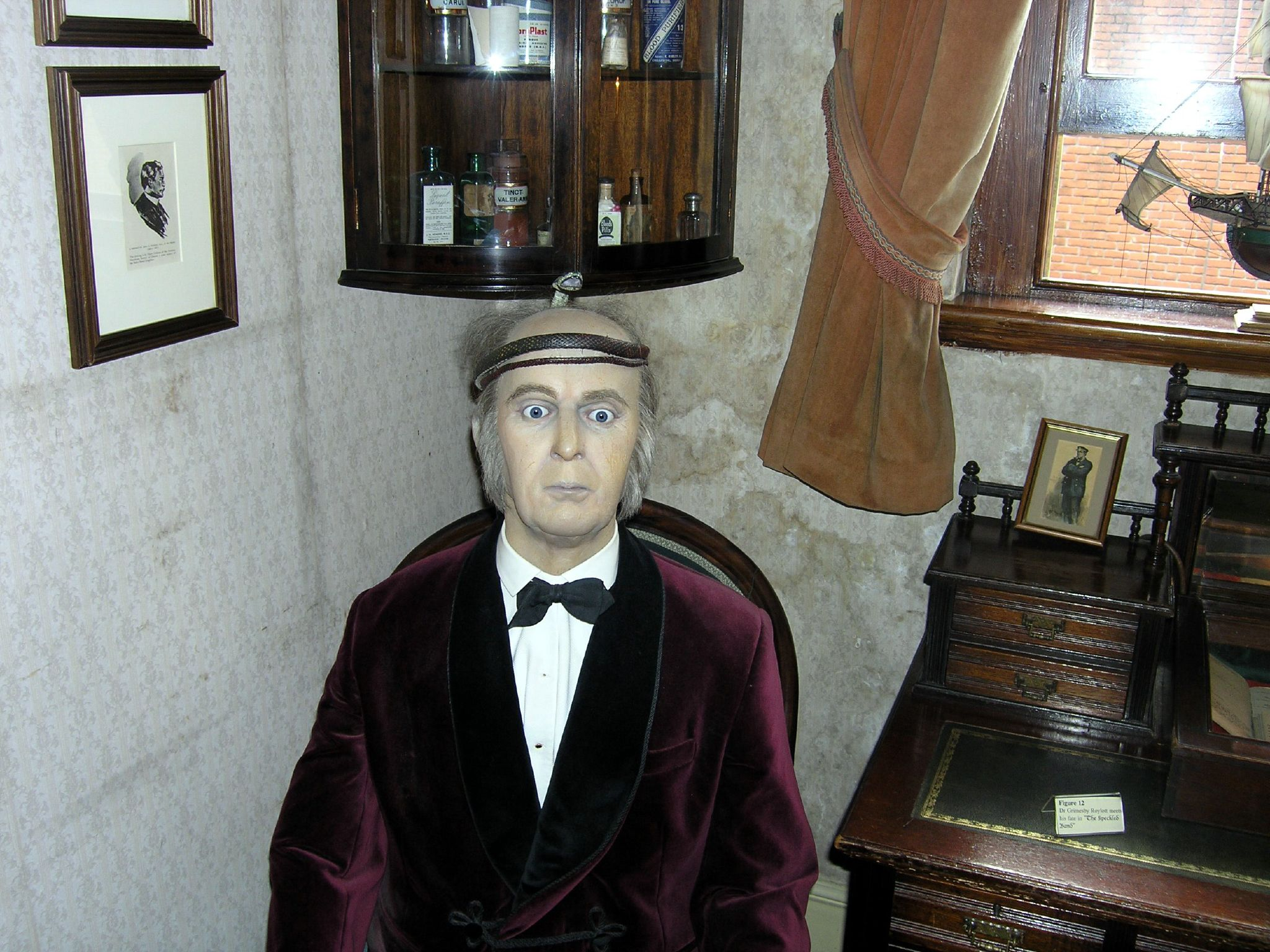
Rscó dedicat a "La banda clapejada" al Museu de Sherlock Holmes de Londres

Conan Doyle va escriure una adaptació per a l'escenari el 1910, The Speckled Band. Es va estrenar a l'Adelphi Theatre de Londres el 4 de juny de 1910, sota el nom de The Stonor Case.
A la tardor de 2013, una nova adaptació escènica, Sherlock Holmes and the Speckled Band, de Max Gee es va estrenar a Treasurer's House, York i Ripley Castle, Ripley, North Yorks. L'obra va ser produïda per Theatre Mill, dirigida per Samuel Wood, i protagonitzada per Liam Tims com Holmes i Adam Elms com Watson.

### Cinema
La història curta també va ser adaptada per al curtmetratge francès-britànic de 1912, The Speckled Band, com a part de la sèrie de pel·lícules Éclair amb Georges Tréville com Sherlock Holmes.
Un curtmetratge mut de 1923 va ser adaptat a la sèrie de pel·lícules Stoll protagonitzada per Eille Norwood com Holmes.
La pel·lícula de 1931, The Speckled Band, protagonitzada per Raymond Massey com a detectiu, va ser una adaptació de l'obra teatral de Conan Doyle, amb Lyn Harding repetint el seu paper de Grimesby Roylott.
La pel·lícula de 1944 The Spider Woman es basa en diverses històries de Holmes, entre elles "The Speckled Band."

### Ràdio i àudio
L'episodi d'estrena de The Adventures of Sherlock Holmes va incloure una adaptació de la història el 20 d'octubre de 1930 i estava protagonitzada per William Gillette com Holmes i Leigh Lovell com Watson. La producció va ser adaptada per Edith Meiser. Un remake del guió es va emetre el 17 de setembre de 1931, amb Richard Gordon interpretant Sherlock Holmes i Leigh Lovell tornant a interpretar el Dr. Watson. Una altra dramatització de la història es va emetre el febrer de 1933 amb Gordon i Lovell, encara que no és clar si es tractava d'un enregistrament repetit o d'una nova producció. Un remake del guió es va emetre l'1 de febrer de 1936, amb Gordon com a Holmes i Harry West com a Watson.
Una adaptació radiofònica de mitja hora protagonitzada per Basil Rathbone I Nigel Bruce es va emetre com a episodi de la sèrie The New Adventures of Sherlock Holmes el 16 d'octubre de 1939, novament adaptada per Edith Meiser. Altres episodis adaptats de la història també es van emetre el març de 1941, octubre de 1943, i novembre de 1945, de nou amb Rathbone i Bruce interpretant a Holmes i Watson respectivament. El 23 de juny de 1947 es va emetre una adaptació de ràdio de mitja hora protagonitzada per Tom Conway com Holmes i Bruce com Watson. Una adaptació per ràdio de mitja hora protagonitzada per John Stanley com Holmes i Wendell Holmes (utilitzant el pseudònim "George Spelvin") com a Watson es va emetre com a episodi de la mateixa sèrie el 19 de desembre de 1948, i va ser adaptat per Max Ehrlich.
El 1945 la BBC Home Service va fer una nova adaptació, dramatitzada per John Dickson Carr, protagonitzada Cedric Hardwicke com Holmes i Finlay Currie com Watson.
Una adaptació de ràdio de 1948 a Home Service, també adaptada per John Dickson Carr, presentava a Howard Marion-Crawford com a Holmes, amb Finlay Currie tornant a interpretar Watson. Howard Marion-Crawford més tard va interpretar a Watson a la sèrie de televisió de 1954–1955 Sherlock Holmes.
Una adaptació radiofònica amb John Gielgud com a Holmes i Ralph Richardson com a Watson es va emetre el 1955 a la NBC ràdio.
El juliol de 1962 es va emetre una adaptació radiofònica de la BBC de mitja hora al BBC Light Program, com a part de la sèrie de ràdio 1952–1969 protagonitzada per Carleton Hobbs com Holmes i Norman Shelley com Watson. Michael Hardwick va adaptar la producció.
El 1970, es va publicar un drama d'àudio basat en la història en LP, com un dels diversos enregistraments protagonitzats per Robert Hardy com Holmes i Nigel Stock com Watson. Va ser dramatitzat i produït per Michael Hardwick (que també va adaptar l'adaptació radiofònica de 1962) i Mollie Hardwick.
Una adaptació radiofònica d'una hora es va emetre com a episodi de la sèrie CBS Radio Mystery Theatre el 28 de juny de 1977. L'episodi estava protagonitzat per Kevin McCarthy com Sherlock Holmes i Court Benson com el Dr. Watson.
Una dramatització de la BBC Radio 4 adaptada per Vincent McInerney es va emetre el 9 de gener de 1991, com a part de la sèrie de ràdio 1989–1998 protagonitzada per Clive Merrison com Holmes i Michael Williams com Watson. També va comptar amb Susan Wooldridge com a Helen Stoner.
El juny de 2011, Big Finish Productions va produir una lectura de la història com Sherlock Holmes: The Speckled Band protagonitzada per Nicholas Briggs com Sherlock Holmes i Richard Earl com el Dr. Watson.
La història va ser adaptada com a episodi del 2015 de la sèrie de ràdio The Classic Adventures of Sherlock Holmes, amb John Patrick Lowrie com a Holmes i Lawrence Albert com a Watson.
Una adaptació bengalí d'una hora de Radio Mirchi, Kolkata protagonitzada per Mir Afsar Ali emesa com a episodi de Sunday Suspense l'1 de maig de 2016.

### Televisió
Una adaptació televisiva de mitja hora protagonitzada per Alan Napier i Melville Cooper es va emetre com el desè episodi de la sèrie de la NBC television Your Show Time el 25 de març de 1949. Aquesta és una de les primeres aparicions televisives conegudes de Holmes.
L'episodi pilot de la sèrie Sherlock Holmes de 1964-1965 de la BBC va ser una nova versió de "The Speckled Band", emesa el maig de 1964 com a part de la sèrie d'antologia de detectius. L'episodi va ser escrit per Giles Cooper, va ser dirigit per Robin Midgley i protagonitzat per Douglas Wilmer com Holmes, Nigel Stock com Watson i Felix Felton com Roylott.
"The Speckled Band" es va adaptar a la pantalla petita a l'URSS el 1979 amb Vasily Livanov com Sherlock Holmes i Vitaly Solomin com el Doctor Watson.
"The Speckled Band" va ser el sisè episodi de la primera sèrie d'adaptacions de Holmes de Granada Television protagonitzada per Jeremy Brett com Holmes i David Burke com Watson, emesa per primera vegada el 1984.
"The Speckled Band" va ser adaptat com a part de la sèrie d'anime de 1984–85 Sherlock Hound. En aquesta versió, Moriarty es fa passar per Roylott per robar els diners de l'Helen, i Hound s'involucra quan el seu cotxe s'avaria i s'ha de quedar a casa seva per passar la nit.
Kōki Mitani va adaptar "The Adventure of the Speckled Band" i "The Creeping Man" a un episodi de la sèrie de titelles de la NHK Sherlock Holmes. Una nit es troba a l'escola Beeton una víbora de pantà amb taques en forma de crocus. L'endemà, la professora en pràctiques Helen Stoner visita Holmes i Watson al 221B del Baker Dormitory i els explica l'estrany comportament de Grimesby Roylott que ensenya química. Aquella nit descobreixen què significa el seu comportament, però Sherman, una alumne és atacada per l'escurçó.
La sèrie de televisió d'animació Sherlock Holmes al segle XXII va incloure una adaptació de la història, "The Scales of Justice".

### Videojocs
The Great Ace Attorney: Adventures va adaptar "The Speckled Band" al segon episodi del joc, "The Adventure of the Unbreakable Speckled Band". A l'episodi, el protagonista, Ryunosuke Naruhodo, ajuda a Herlock Sholmes (anomenat "Sherlock Holmes" a l'original japonès publicat; canviat de localització per motius legals) en la investigació, el millor amic del protagonista, Kazuma Asogi, ocupa el lloc com a víctima, i la veritable identitat del culpable es canvia a un sol·licitant d'asil rus. que només anava amb l'àlies de Roylott per amagar la seva identitat. Enmig del cas, Sholmes dedueix la conclusió original de la història. Tanmateix, la parella de Ryunosuke, Susato Mikotoba, assenyala els nombrosos problemes relacionats amb la biologia de les serps. Gràcies a Ryunosuke, finalment es dedueix que la mort de la víctima va ser causada perquè va ensopegar amb un gat després de ser empènyer, i que la "banda tacada" es refereix a una joguina de gat. Més endavant en el quart episodi del joc; "L'aventura del Kokoro ennuvolat" té Herlock'